# 1830: The Game of Railroads and Robber Barons
1830: The Game of Railroads and Robber Barons est un jeu de plateau simulant la gestion de compagnies ferroviaires en 1830, de l'émission d'action à la mise en circulation de trains en passant par la construction de voies ferrées. Le jeu a été créé par Bruce Shelley en s'inspirant d'une mécanique de jeu due à Francis Tresham (en) puis publié par Avalon Hill en 1986. Le succès de 1830 a donné lieu à la création de nombreux jeux inspirés; regroupés sous l'appellation 18XX.

## Mécanique du jeu
1830 est un jeu de stratégie dans lequel le seul élément de hasard est l'ordre des différents joueurs au premier tour. Le principe de base est adapté du jeu de Francis Tresham 1829 (en). Les joueurs ont pour but de maximiser leur profit en achetant et vendant des actions de différentes compagnies ferroviaires et en les faisant opérer sur une carte représentant l'est des États-Unis. Les décisions pour chaque compagnie sont prises par l'actionnaire majoritaire, chaque décision ayant un effet sur le montant des dividendes perçues et le prix des actions. L'une des difficultés du jeu réside dans le fait qu'il existe différents types de trains, plus ou moins chers, et que les moins chers deviennent obsolètes et inutilisables lorsque les plus chers commencent à être mis en circulation.
Le jeu s'arrête lorsque la banque n'a plus d'argent ou lorsque l'un des joueurs fait faillite ; le vainqueur est alors le plus riche.

## Sociétés jouables

### Sociétés à capitaux privé
Chaque joueur commence en achetant une ou plusieurs sociétés à capitaux privés parmi les suivantes : 
- Schuylkill Valley Navigation Co. (en)
- Champlain & St. Lawrence Railroad
- Delaware & Hudson Railroad (en)
- Mohawk & Hudson Railroad
- Camden & Amboy Railroad (en)
- Baltimore & Ohio Railroad

### Sociétés par action
Une fois achetées les sociétés à capitaux privés avant le premier tour, les joueurs alternent jusqu'à la fin du jeu entre des phases d'opérations sur le plateau et des phases d'achats d'actions appartenant aux sociétés par action suivantes :
- Baltimore & Ohio Railroad
- Boston & Maine Railroad
- Canadian Pacific Railroad
- Chesapeake & Ohio Railroad (en)
- Erie Railroad
- New York Central Railroad
- New York, New Haven & Hartford Railroad
- Pennsylvania Railroad

## Éléments de stratégie
Le but du jeu est d'être le plus riche à la fin de la partie : c'est possible sans diriger les compagnies les plus rentables, et même sans être actionnaire majoritaire d'aucune des sociétés en jeu,.
On peut distinguer essentiellement deux familles de stratégies : celles qui privilégient le profit en début de partie mais qui mettent en danger la trésorerie des compagnies, et celles qui privilégient les gains à long terme. Le déroulement d'une partie se décompose généralement en trois phases.

### Ouverture

#### Achat des compagnies à capitaux privés
Le point de vigilance essentiel dans cette phase est de ne pas dépenser trop pour acquérir une société. En effet lors de la première phase d'achats d'actions qui suit, il est important de disposer de suffisamment de capitaux pour lancer seul une société par actions. De ce fait il est préférable de ne pas dépenser plus de 198 $ dans cette phase.

#### Lancement des sociétés par action
Le premier joueur à acheter une action d'une société fixe son prix initial. Ce choix dépend de la stratégie suivie par le joueur : s'il vise un profit rapide mais risqué il fixera un prix bas, s'il vise la sécurité il fixera un prix élevé. Il peut également être intéressant d'être le dernier à jouer la phase d'opérations, auquel cas il faut fixer un prix plus bas que ceux choisis par les autres joueurs pour leurs compagnies.

### Milieu de partie
Cette phase est la plus longue du jeu. Les principales décisions concernent le choix des types de trains à opérer en tenant compte de leur obsolescence, et le choix de retenir les profits des sociétés ou de les redistribuer aux actionnaires sous forme de dividendes. Le placement de nouvelles voies, le contrôle de nouvelles gares et le lancement d'une seconde société et l'achat d'actions de compagnies dirigées par les autres joueurs sont également des éléments importants du jeu. Chaque joueur oriente sa stratégie selon qu'il souhaite développer ses sociétés ou attaquer celles des adversaires.

### Fin de partie
La fin de partie commence à l'achat par l'un des joueurs de la première locomotive Diesel, modèle le plus avancé ; en effet après cet événement plus aucun train n'est rendu obsolète. Si aucun joueur n'a fait faillite à ce stade, il est généralement plus profitable de toujours redistribuer les profits des compagnies sous forme de dividendes plutôt que de les retenir pour investir. Une attaque encore possible à ce stade est de vendre tous les trains d'une compagnie dont on est actionnaire majoritaire, puis de vendre toutes ses actions pour qu'un autre joueur devienne président d'une compagnie n'offrant plus de bénéfice et nécessitant l'achat d'un nouveau train.

## Adaptation en jeu vidéo
1830 a été adapté en un jeu vidéo de même nom par Simtex en 1993. Le jeu a reçu une bonne critique notamment en raison de la qualité de son IA, de l'absence de hasard et de la transparence du fonctionnement. Son niveau est considéré comme celui d'un joueur intermédiaire.

## Place au sein de la série 18xx
1830 est le jeu qui a suscité la publication de nombreux autres à la mécanique proche : les 18xx. Parmi les plus notables on compte:
- 1829 (en), le premier jeu de la série publié en 1974 près de dix ans après les premières ébauches, celui-ci décrit se situe dans le contexte du développement des premières lignes pour voyageurs en Angleterre ;
- 1853, créé par Tresham à la fin des années 1, maisais édité en 1989, il se situe en Inde ;
- 1830, qui se déroule aux États-Unis et a été édité en 1986, il permet une stratégie plus agressive que ses prédécesseurs ;
- 1835, édité en 1990 et qui se déroule en Allemagne ;
- plus d'une dizaine d'autres jeux par la suite.

Parmi tous ceux-ci, 1830 est considéré comme un bon point d'entrée à la série.